# World Book Encyclopedia
La World Book Encyclopedia è un'enciclopedia universale in lingua inglese in 22 volumi, edita negli Stati Uniti dalla World Book Inc., con sede a Chicago, Illinois. Essa è rivolta a tutti, ma in particolare alle famiglie e agli studenti delle scuole medie superiori (High school). Secondo il suo editore è l'enciclopedia su carta più venduta al mondo. È comunque certamente la più venduta negli Stati Uniti (pressoché tutte le scuole e moltissime famiglie ne hanno una copia).

## Storia

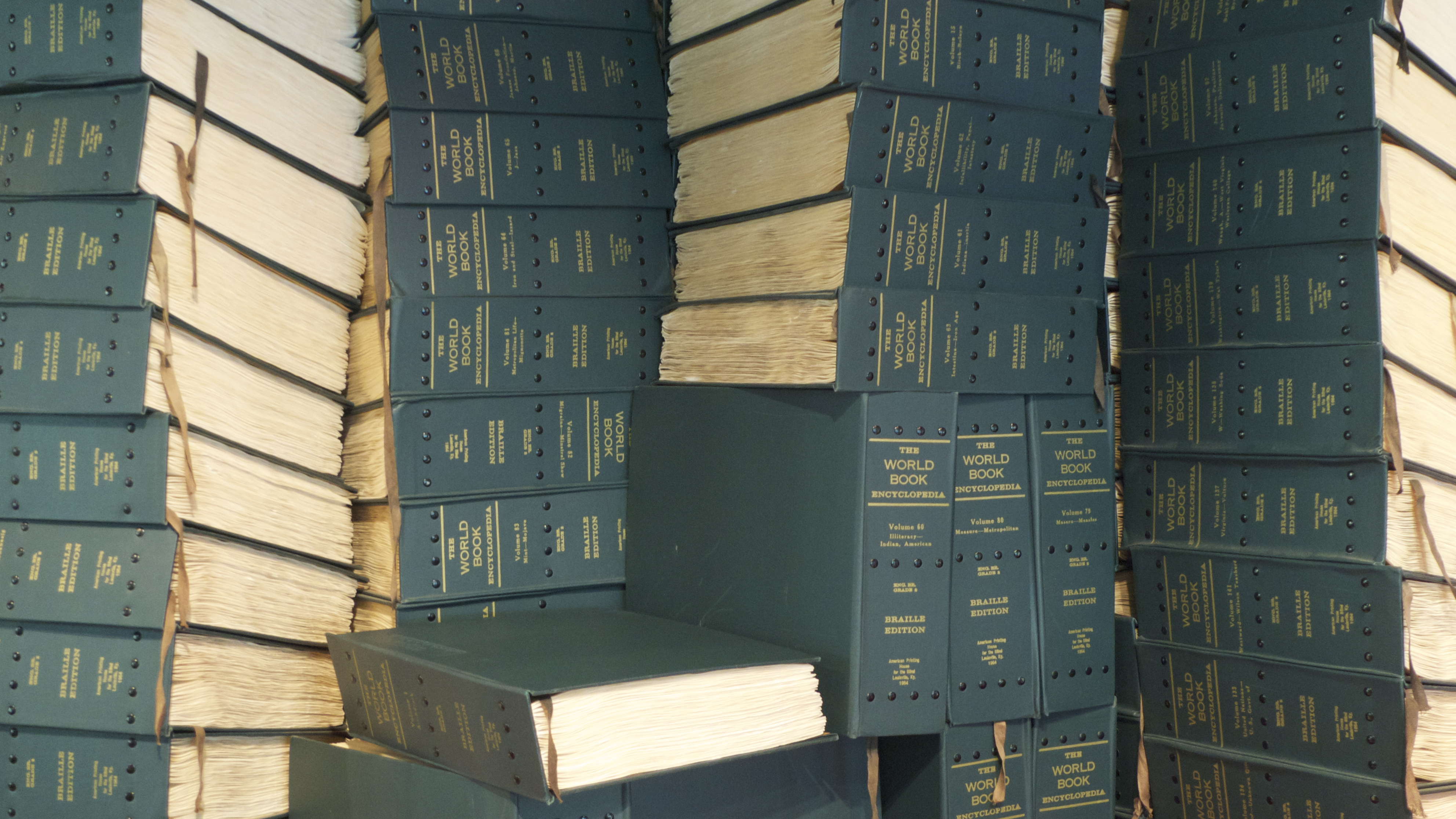
Edizione in Braille per non vedenti della World Book Encyclopedia.

La prima edizione risale al 1917 e contava otto volumi. Si ebbero poi nuove edizioni per ogni anno successivo, con le sole eccezioni del 1920, 1924 e 1932. Nel 1930 l'enciclopedia era composta da 13 volumi e nel 1960 da 20 volumi.
Col passare degli anni, l'enciclopedia si è caratterizzata molto spesso per il suo design. A differenza di molte altre enciclopedie la World Book è pubblicata in volumi non uniformi dal punto di vista della lunghezza, poiché ognuno di essi ricopre una lettera dell'alfabeto. Fanno eccezione la C e la S che per la loro lunghezza sono divise in due volumi e le lettere J,K e N,O e Q,R e U,V e W,X,Y,Z, che vengono associate in 5 volumi così come sono ora elencate. I volumi dell'enciclopedia sono quindi 21 a cui si aggiunge un ulteriore volume di indice e strumenti di ricerca e approfondimento.
L'edizione del 2008 conta 22 volumi per complessive 14.300 pagine. Vi sono circa 27.500 fotografie o illustrazioni, per la maggior parte a colori; oltre 3.800 redattori hanno contribuito a scrivere gli articoli. Nel primo volume (voci inizianti per A) è riportato l'elenco completo degli autori e consulenti principali, con un profilo sintetico e gli argomenti da loro trattati. Al termine della maggior parte delle voci è indicato il nome dell'autore.
A differenza di altre enciclopedie inoltre, la World Book Encyclopedia non pubblica aggiornamenti dell'enciclopedia, ma edita ogni anno una nuova edizione completa dell'enciclopedia aggiornata. Tale scelta, spiega l'editore, consente di avere ogni anno un'enciclopedia al passo con i tempi. Per venire incontro al comune utente che vuole tenere la sua opera aggiornata, non volendo però acquistare ogni anno una nuova edizione dell'enciclopedia, l'editore iniziò a pubblicare ogni anno i celebri "Year Book", la cui pubblicazione continua tutt'oggi. Il problema dell'aggiornamento dell'opera si è ulteriormente risolto quando, a cominciare dalla fine degli anni '90, l'enciclopedia iniziò a essere disponibile su CD-ROM e su Internet (quest'ultimo attraverso un abbonamento).
Negli anni sessanta e settanta l'enciclopedia era distribuita in Italia dalla "Field Educational Italia S.p.A.", con sede ad Aprilia.

## Edizioni speciali
Nel 1961 venne pubblicata un'edizione in caratteri Braille per i non vedenti, in 145 volumi per complessive circa 40.000 pagine. La maggior parte delle enciclopedie stampate in questa forma vennero donate a varie istituzioni per non vedenti in tutto il mondo.
Nel 1969 fu pubblicata un'edizione rivolta agli utenti del Regno Unito, con 22 volumi di cui due dedicati esclusivamente alle isole britanniche.
Nel 1990 fu introdotta una versione in CD-ROM per sistemi operativi Mac OS e Windows, ma non ebbe lo stesso successo dell'altra enciclopedia statunitense con supporti elettronici disponibile in quegli anni, la Academic American Encyclopedia.
Nel 1992 venne pubblicata una versione riservata agli utenti di lingua inglese non residenti negli Stati Uniti.
Dal 1998, oltre alla versione su carta e a quella in CD-ROM, la World Book Encyclopedia è presente su Internet con una versione online chiamata World Book Online Reference Center